# فینی (تگزاس)
فینی (به انگلیسی: Finney) یک منطقهٔ مسکونی در ایالات متحده آمریکا است که در شهرستان کینگ، تگزاس واقع شده‌است. فینی ۷۰ نفر جمعیت دارد.